# Альпеньєс
Альпеньєс (ісп. Alpeñés) — муніципалітет в Іспанії, у складі автономної спільноти Арагон, у провінції Теруель. Населення — 27 осіб (2010).
Муніципалітет розташований на відстані близько 230 км на схід від Мадрида, 50 км на північ від міста Теруель.

## Демографія
Динаміка населення (INE ):